# Post- en telegraafkantoor (Winkel)
Het voormalige post- en telegraafkantoor van Winkel, en later ook een directeurswoning, is een monumentaal pand gelegen aan de Bosstraat 30 te Winkel in gemeente Hollands Kroon. Het kantoor is gebouwd in 1879 naar ontwerp van architect A.T. van Wijngaarden. Sinds 1996 is het pand in gebruik als woonhuis. Op 14 december 2021 werd de woning ingeschreven als gemeentelijk monument onder nummer 2202.

## Geschiedenis
Op 31 juli 1878 ontving de gemeenteraad van Winkel het bericht van de Inspecteur der Posterijen en der Telegrafie, dat het dorp geschikt was voor de plaatsing van een post- en telegraafkantoor. Onder de voorwaarde dat de Winkel een omzet van fl. 600,- kon waarborgen, kreeg de gemeente in februari 1879 een beschikking voor de bouw namens het Ministerie van Waterstaat, Handel en Nijverheid. Bij de aanbesteding schreef aannemer Jan Rezelman zich het laagst in voor een som van fl. 8.729,- . De bouw begon later in 1879.
In de maand april van 1880 werd de bouw van het kantoor voltooid. Het pand werd drie maanden te laat opgeleverd, waarvoor de aannemer een boete van fl. 100 kreeg ter vergoeding van de gemiste huurinkomsten. 15 april vierde men de opening waarbij een feestelijk diner plaatsvond. Van oorsprong had het kantoor geen gepleisterde gevel. Het pleisterwerk werd in 1906 aangebracht ter bestrijding van vochtintrek waaronder de eensteensmuur leed.
Tot 1971 deed het pand dienst als post- en telegraafkantoor. Hierna kwam het gebouw tot 1996 in bezit van de afdeling Bouw- en Woningtoezicht van de gemeente Niedorp. Sinds 1996 is het voormalige kantoor een woonhuis.

## Kopie in Loenen aan de Vecht
Het post- en telegraafkantoor aan de Bredestraat 5 in het Utrechtse dorp Loenen aan de Vecht, dat eveneens als post- en telegraafkantoor dienstdeed, is een kopie van het gebouw in Winkel. Bij het gebouw in Loenen is het originele metselwerk in de gevel bewaard gebleven. Het post- en telegraafkantoor van Loenen aan de Vecht is op 24 december 2001 onder nummer 520396 inschreven als rijksmonument.

## Galerij

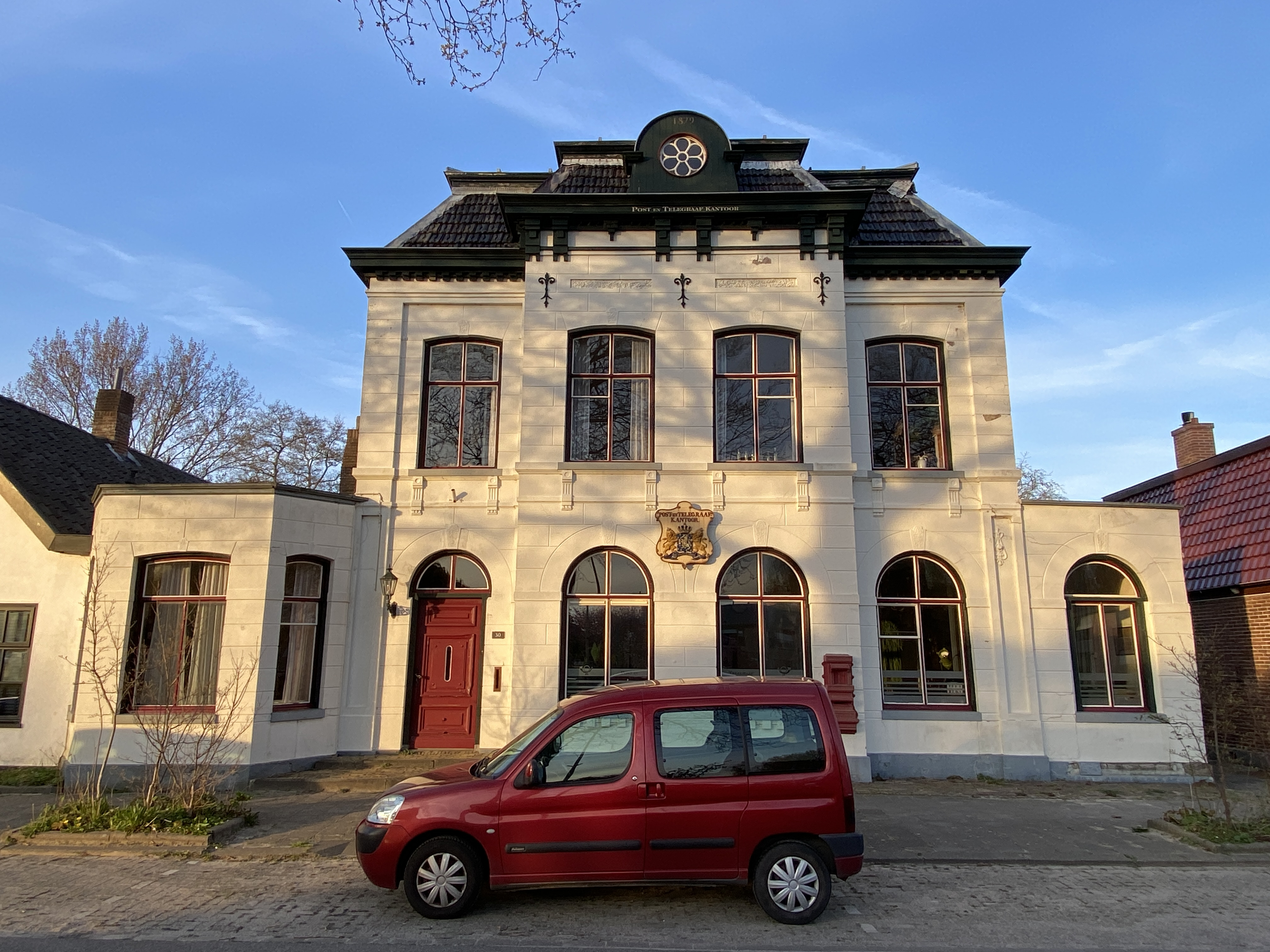
De gepleisterde voorgevel
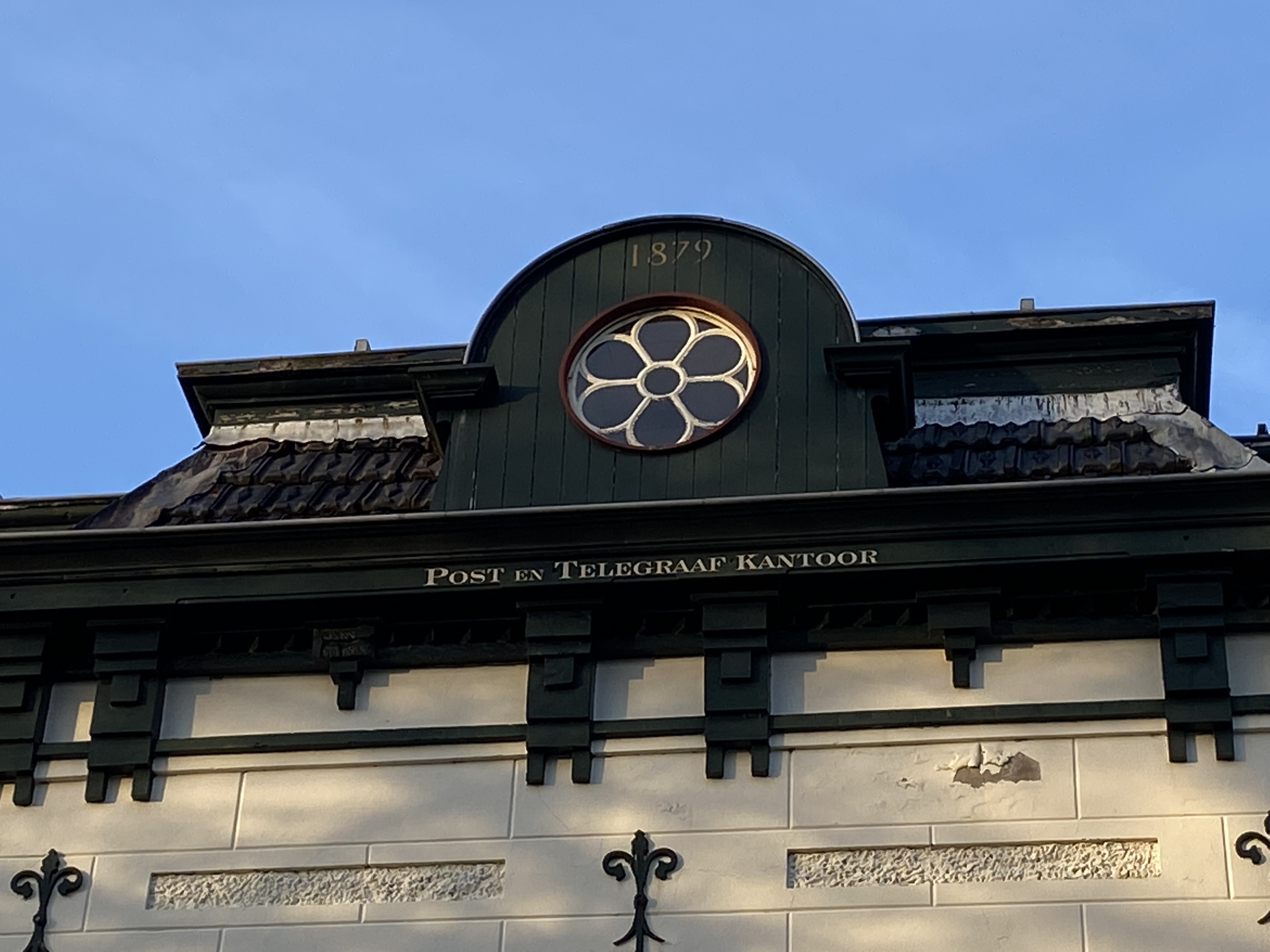
De dakkapel
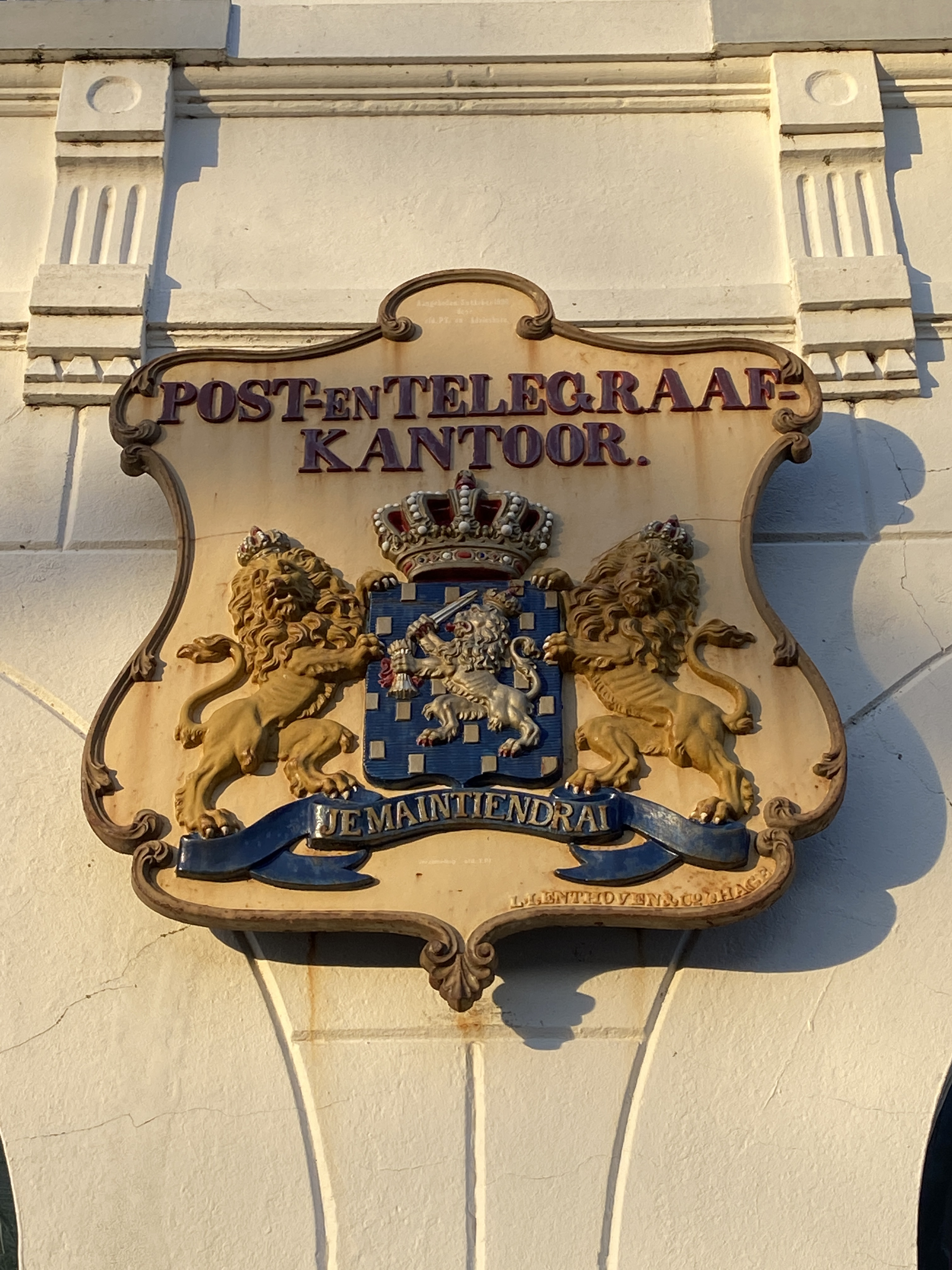
Het Rijkswapen